# Neoromicia guineensis
Neoromicia guineensis is een zoogdier uit de familie van de gladneuzen (Vespertilionidae). De wetenschappelijke naam van de soort werd voor het eerst geldig gepubliceerd door  Bocage in 1889.

## Voorkomen
De soort komt voor in Benin, Burkina Faso, Kameroen, de Centraal-Afrikaanse Republiek, Tsjaad, Congo-Brazzaville, Congo-Kinshasa Ivoorkust, Ethiopië, Gambia, Ghana, Guinee, Guinee-Bissau, Nigeria, Senegal, Soedan, Togo en Oeganda.